# パーフェクト・センス
『パーフェクト・センス』（Perfect Sense）は、2011年のイギリス映画。

## ストーリー
ある日突然、全世界の人々を原因不明の感染症が襲う。それは感染すると次第に五感を失っていくという恐ろしいものだった。この原因を突き止めんとする感染症学者のスーザンは、自宅アパートの前で開業しているレストランのシェフ、マイケルと親しくなる。惹かれあっていく二人だったが、感染症の影はすぐそこまで迫っていた。

## キャスト
| 役名       | 俳優                     | 日本語吹替 |
| ---------- | ------------------------ | ---------- |
| マイケル   | ユアン・マクレガー       | 平田広明   |
| スーザン   | エヴァ・グリーン         | 林真里花   |
| ジェニー   | コニー・ニールセン       | 槇原千夏   |
| サミュエル | スティーヴン・ディレイン | 矢崎文也   |
| ジェームズ | ユエン・ブレムナー       | 多田野曜平 |
| ボス       | デニス・ローソン         | 小室正幸   |

- その他の声の吹き替え:佐久間レイ／小田柿悠太／片貝薫／山内健嗣／山根舞